# واهراوار
واهراوار (به ارمنی: Վահրավար) یک سکونتگاه مسکونی در ارمنستان است که در استان سیونیک واقع شده‌است. واهراوار در  کیلومتری جنوب کاپان، مرکز استان سیونیک واقع شده است.

## خصوصیات
واهراوار ۸٫۰۲ کیلومترمربع مساحت و ۴۸ نفر جمعیت دارد و در ارتفاع  متر بالاتر از سطح دریا قرار گرفته است.